# Грубник, Денис Евгеньевич
Денис Евгеньевич Грубник (род. 1992) — украинский пловец в ластах, Заслуженный Мастер Спорта Украины.

## Карьера
Д. Е. Грубник — воспитанник Северодонецкой школы водных видов спорта «Садко». Тренировался у Заслуженного тренера Украины В. А. Гузеева. В данный момент — спортсмен клуба «Аквалидер» под руководством Заслуженного тренера Украина Е. А. Яковлева и А. А. Яковлева.
На юниорском чемпионате мира 2008 года в Кали (Колумбия) стал победителем на дистанциях 1500, 400, 800 метров. Также завоевал золото на дистанции 400 метров с аквалангом, в эстафете 4×200 м и в марафонской эстафете 4×3000 метров.
Обладатель рекордов Украины, Европы и Мира в различных возрастных категориях.
Бронзовый призёр Всемирных игр 2013 года. Обладатель медалей чемпионатов мира и Европы. Чемпион Европы 2012 и 2014 года в плавании с аквалангом на дистанции 400 м.
Выпускник НУФВСУ г. Киева.